# Majors & Minors
Esta lista de episodios pertenece a la serie del canal de televisión The Hub, Majors & Minors.

## Temporadas
| Temporada | Temporada | Episodios | USA                      | USA                |
| Temporada | Temporada | Episodios | Comienzo                 | Final              |
| --------- | --------- | --------- | ------------------------ | ------------------ |
|           | 1         | 13        | 23 de septiembre de 2011 | 1 de enero de 2012 |

## Temporada 1: 2011 - 2012
| No. Serie | No. Temp | Título Original            | Audiencia | Estreno en Estados Unidos | Código |
| --------- | -------- | -------------------------- | --------- | ------------------------- | ------ |
| 1         | 1        | «One World - Part 1»       | 0.062     | 23 de septiembre de 2011  | 101    |
| 2         | 2        | «One World - Part 2»       | 0.036     | 30 de septiembre de 2011  | 102    |
| 3         | 3        | «Party»                    | 0.084     | 23 de octubre de 2011     | 103    |
| 4         | 4        | «Keep Holding On»          | 0.066     | 30 de octubre de 2011     | 104    |
| 5         | 5        | «Fly Away»                 | —         | 6 de noviembre de 2011    | 105    |
| 6         | 6        | «Whataya Want From Me»     | —         | 13 de noviembre de 2011   | 106    |
| 7         | 7        | «The ABC's»                | —         | 20 de noviembre de 2011   | 107    |
| 8         | 8        | «Anything»                 | —         | 27 de noviembre de 2011   | 108    |
| 9         | 9        | «Spin Around the Sun»      | —         | 4 de diciembre de 2011    | 109    |
| 10        | 10       | «Unstoppable»              | —         | 11 de diciembre de 2011   | 110    |
| 11        | 11       | «I Just Want to Celebrate» | —         | 18 de diciembre de 2011   | 111    |
| 12        | 12       | «Stand by Me»              | —         | 25 de diciembre de 2011   | 112    |
| 13        | 13       | «Hero»                     | —         | 1 de enero de 2012        | 113    |